# ابیسویی آجایی- آکینفولارین
ابیسویی آجایی- آکینفولارین (انگلیسی: Abisoye Ajayi-Akinfolarin؛ زادهٔ ۱۹ مه، ۱۹۸۵(۳۳سال)) حقوق زنان، بنیانگذار بنیاد جوانان مروارید آفریقا و اهل نیجریه است. او این سازمان غیردولتی را با هدف آموزش دختران جوان در نواحی سرزمین نیجریه و با به‌کارگیری مهارت‌های فناوری بنیاد گذاشت. در ۱ نوامبر ۲۰۱۸، آجایی- آکینفولارین به عنوان یکی از ده قهرمان سی‌ان‌ان در سال انتخاب شد. او در اواخر همان ماه به عنوان یکی از ۱۰۰ زن بی‌بی‌سی برگزیده شد و این جایزه به آجایی اهدا گردید.

## زندگی‌نامه
ابیسویی در اکوره مرکز استان اوندو در نیجریه متولد شد و در مؤسسه تکنولوژی اطلاعات نیجریه به ادامه تحصیل پرداخت و در ادامه به دانشگاه دانشگاه لاگوس رفت و مدرک لیسانس مدیریت تجاری را از این دانشگاه به دست آورد.

## افتخارات و جوایز
- قهرمان سال ۲۰۱۸ سی‌ان‌ان[۳]
- ۱۰۰ زن بی‌بی‌سی